# Station Krostkowo
Station Krostkowo is een spoorwegstation in de Poolse plaats Krostkowo.